# Alectryon (genre)
Cet article concerne la plante. Pour Alectryon dans la mythologie grecque, voir Alectryon.
Genre
Classification APG III (2009)
Alectryon est un genre d'arbres de la famille des Sapindaceae qui se rencontrent dans les forêts pluviales de la zone Pacifique, en Malaisie et en Australie. 
Ils atteignent une hauteur de 20 à 30 m. Les feuilles parcheminées sont pennées. les petites fleurs se situent au bout des tiges et se transforment en baies avec des grosses graines. Elles attirent les oiseaux.
Le nom « Alectryon » en Grec ancien signifie « coq ». Il fait référence à l'allure de crête de coq d'une excroissance du fruit. 

## Liste d'espèces
Selon [réf. nécessaire] :
- Alectryon affinis – (New Guinea)
- Alectryon bleeseri – (tropical Australia)
- Alectryon canescens – (Australia)
- Alectryon cardiocarpus – (New Guinea)
- Alectryon carinatum – (New Caledonia)
- Alectryon celebicus – (Sulawesi)
- Alectryon coriaceum – Beach Bird's Eye (Australia)
- Alectryon diversifolia – Scrub Boonaree (Australia)
- Alectryon excelsus – Titoki (New Zealand)
- Alectryon excisus – (Philippines)
- Alectryon ferrugineum – (Moluccas)
- Alectryon fuscus – (Philippines)
- Alectryon glabrum – (Timor)
- Alectryon grandifolius – (Hawaii)
- Alectryon grandis – Three Kings Titoki (New Zealand) Conservation status: Critical
- Alectryon inaequilaterus – (Philippines)
- Alectryon kangeanensis – (Java)
- Alectryon kimberleyanus – (West Australia)
- Alectryon laeve – (Australia)
- Alectryon macrococcum – Hawaii Alectryon (Hawaii) Conservation status: Endangered
- Alectryon macrophyllus – (New Guinea)
- Alectryon mahoe – (Hawaii)
- Alectryon mollis – (New Guinea)
- Alectryon myrmecophilus – (New Guinea)
- Alectryon ochraceus – (Philippines)
- Alectryon oleifolius – Boonaree (Australia)
- Alectryon ramiflorus – (Australia, Queensland) Conservation status: Endangered
- Alectryon repandodentatus – (New Guinea)
- Alectryon reticulatus – (New Guinea)
- Alectryon samoensis – (Samoa)
- Alectryon semicinereum – (Australia)
- Alectryon serratum – (Australia)
- Alectryon sphaerococcum – (Sulawesi)
- Alectryon strigosus – (New Guinea)
- Alectryon subcinereum – Wild Quince (Australia)
- Alectryon subdentatum – (Australia)
- Alectryon tomentosum – Hairy Alectryon, Woolly Rambutan, Hairy Bird's Eye (Australia, Brisbane)
- Alectryon unilobatus – (Australia)

Selon NCBI (12 Aug 2010) :
- Alectryon cardiocarpus
- Alectryon connatus
- Alectryon coriaceus
- Alectryon diversifolius
- Alectryon excelsus
- Alectryon forsythii
- Alectryon kimberleyanus
- Alectryon oleifolius
- Alectryon reticulatus
- Alectryon semicinereus
- Alectryon subcinereus
- Alectryon subdentatus
- Alectryon tomentosus
- Alectryon tropicus